# Mirto (colore)
A destra è mostrato il colore mirto
Si tratta di una gradazione di verde fortemente scura, leggermente più profonda del colore degli spinaci.